# 앤디 킴 (가수)
앤디 킴(Andy Kim, 본명(本名)은 앤드루 유아킴(Andrew Youakim), 초기 예명은 배런 롱펠로(Baron Longfellow), 1946년 12월 5일 ~ )은 캐나다의 싱어송라이터 겸 뮤지컬 배우이다.

## 생애

### 데뷔
1963년 캐나다에서 가수 첫 데뷔를 하였고 1970년 미국에서 뮤지컬 배우 데뷔하였다.

### 주요 활약
미국에서 싱어송라이터 겸 뮤지컬 배우 활약할 당시에는 미국 여성 싱어송라이터 겸 피아니스트 니나 시몬(Nine Simone)의 찬사를 받기도 하였다.

## 히트작
주요 히트곡으로는 자작곡 《Rock Me Gently》 등이 있다.

## 유명세
그는 일반적으로 대한민국에서는 미국 여성 R&B 보컬 음악 그룹 "더 로네츠(the Ronettes)"의 오리지널 원곡 《Be My Baby》라는 작품과 미국 개러지 록 밴드 "디 아치스(the Archies)"의 오리지널 원곡 《Sugar, Sugar》라는 작품을 리메이크한 가수로도 널리 잘 알려져 있다.

## 같이 보기
- 폴 앵카
- 닐 세더커